# Ranking FIFA da UEFA
O Ranking FIFA da UEFA é um sistema que classifica as seleções nacionais filiadas à União das Federações Europeias de Futebol (UEFA), de acordo com suas respectivas classificações no Ranking Mundial da FIFA.

## Primeiro Ranking
O primeiro ranking da FIFA foi divulgado em 8 de agosto de 1993 e levou em conta os oito melhores resultados de cada equipe nos últimos 12 meses. A estreia abrangeu o período entre julho de 1992 e julho de 1993. A primeira seleção a liderar ranking FIFA da UEFA foi a Seleção Alemã.
Estas foram as 15 primeiras colocações do primeiro ranking da UEFA elaborado pela FIFA:
| Posição | Posição Regional | Seleção         |
| ------- | ---------------- | --------------- |
| 1º      | 1º               | Alemanha        |
| 2º      | 2º               | Itália          |
| 3º      | 3º               | Suíça           |
| 4º      | 4º               | Suécia          |
| 6º      | 5º               | Irlanda         |
| 7º      | 6º               | Rússia          |
| 9º      | 7º               | Noruega         |
| 10º     | 8º               | Dinamarca       |
| 11º     | 9º               | Inglaterra      |
| 12º     | 10º              | França          |
| 13º     | 11º              | Espanha         |
| 15º     | 12º              | Tchecoslováquia |
| 16º     | 13º              | Países Baixos   |
| 18º     | 14º              | Bélgica         |
| 20º     | 15º              | Polónia         |

## Ranking
Atualizado em 16 de setembro de 2021
| Posição | Posição Regional | Seleção              | Pontos  |
| ------- | ---------------- | -------------------- | ------- |
| 1º      | 1º               | Bélgica              | 1832,33 |
| 3º      | 2º               | Inglaterra           | 1755,44 |
| 4º      | 3º               | França               | 1754,31 |
| 5º      | 4º               | Itália               | 1735,73 |
| 7º      | 5º               | Portugal             | 1674,90 |
| 8º      | 6º               | Espanha              | 1673,68 |
| 10º     | 7º               | Dinamarca            | 1658,49 |
| 11º     | 8º               | Países Baixos        | 1648,20 |
| 14º     | 9º               | Alemanha             | 1627,80 |
| 15º     | 10º              | Suíça                | 1622,73 |
| 17º     | 11º              | Croácia              | 1608,25 |
| 18º     | 12º              | Suécia               | 1606,03 |
| 19º     | 13º              | País de Gales        | 1563,59 |
| 24º     | 14º              | Polónia              | 1531,82 |
| 27º     | 15º              | Ucrânia              | 1520,07 |
| 28º     | 16º              | Sérvia               | 1515,97 |
| 29º     | 17º              | Áustria              | 1504,82 |
| 31º     | 18º              | Tchéquia             | 1494,78 |
| 37º     | 19º              | Rússia               | 1475,43 |
| 38º     | 20º              | Eslováquia           | 1462,59 |
| 39º     | 21º              | Noruega              | 1461,76 |
| 40º     | 22º              | Hungria              | 1456,93 |
| 41º     | 23º              | Turquia              | 1455,44 |
| 42º     | 24º              | Romênia              | 1451,80 |
| 45º     | 25º              | Escócia              | 1435,64 |
| 46º     | 26º              | Grécia               | 1435,43 |
| 47º     | 27º              | Irlanda do Norte     | 1435,06 |
| 50º     | 28º              | Irlanda              | 1418,70 |
| 55º     | 29º              | Finlândia            | 1406,92 |
| 57º     | 30º              | Bósnia e Herzegovina | 1405,30 |
| 60º     | 31º              | Islândia             | 1397,32 |
| 64º     | 32º              | Eslovênia            | 1370,46 |
| 66º     | 33º              | Albânia              | 1368,73 |
| 70º     | 34º              | Bulgária             | 1353,93 |
| 71º     | 35º              | Montenegro           | 1352,83 |

## Equipe do ano da UEFA
Equipe do ano é o título concedido à seleção europeia que fecha o ano na primeira colocação do ranking regional, por vezes obtendo esse mesmo desempenho ao longo do período. A tabela abaixo relaciona as três primeiras posições de fechamento em cada ano.
| Ano  | Primeiro | Segundo       | Terceiro      |
| ---- | -------- | ------------- | ------------- |
| 1993 | Alemanha | Itália        | Noruega       |
| 1994 | Espanha  | Suécia        | Itália        |
| 1995 | Alemanha | Itália        | Espanha       |
| 1996 | Alemanha | França        | Tchéquia      |
| 1997 | Alemanha | Tchéquia      | Inglaterra    |
| 1998 | França   | Alemanha      | Croácia       |
| 1999 | Tchéquia | França        | Espanha       |
| 2000 | França   | Itália        | Tchéquia      |
| 2001 | França   | Portugal      | Itália        |
| 2002 | França   | Espanha       | Alemanha      |
| 2003 | França   | Espanha       | Países Baixos |
| 2004 | França   | Tchéquia      | Espanha       |
| 2005 | Tchéquia | Países Baixos | França        |
| 2006 | Itália   | França        | Inglaterra    |
| 2007 | Itália   | Espanha       | Alemanha      |
| 2008 | Espanha  | Alemanha      | Países Baixos |
| 2009 | Espanha  | Países Baixos | Itália        |
| 2010 | Espanha  | Países Baixos | Alemanha      |
| 2011 | Espanha  | Países Baixos | Alemanha      |
| 2012 | Espanha  | Alemanha      | Itália        |
| 2013 | Espanha  | Alemanha      | Portugal      |
| 2014 | Alemanha | Bélgica       | Países Baixos |
| 2015 | Bélgica  | Espanha       | Alemanha      |
| 2016 | Alemanha | Bélgica       | França        |
| 2017 | Alemanha | Portugal      | Bélgica       |
| 2018 | Bélgica  | França        | Croácia       |
| 2019 | Bélgica  | França        | Inglaterra    |
| 2020 | Bélgica  | França        | Inglaterra    |

### Desempenho por país
| Seleção       | Primeiro                                      | Segundo                                 | Terceiro                          |
| ------------- | --------------------------------------------- | --------------------------------------- | --------------------------------- |
| Alemanha      | 7 (1993, 1995, 1996, 1997, 2014, 2016 e 2017) | 4 (1998, 2008, 2012 e 2013)             | 5 (2002, 2007, 2010, 2011 e 2015) |
| Espanha       | 7 (1994, 2008, 2009, 2010, 2011, 2012 e 2013) | 4 (2002, 2003, 2007 e 2015)             | 3 (1995, 1999 e 2004)             |
| França        | 6 (1998, 2000, 2001, 2002, 2003 e 2004)       | 6 (1996, 1999, 2006, 2018, 2019 e 2020) | 2 (2005 e 2016)                   |
| Bélgica       | 4 (2015, 2018, 2019 e 2020)                   | 2 (2014 e 2016)                         | 1 (2017)                          |
| Itália        | 2 (2006 e 2007)                               | 3 (1993, 1995 e 2000)                   | 4 (1994, 2001, 2009 e 2012)       |
| Tchéquia      | 2 (1999 e 2005)                               | 2 (1997 e 2004)                         | 2 (1996 e 2000)                   |
| Países Baixos | 0                                             | 4 (2005, 2009, 2010 e 2011)             | 3 (2003, 2008 e 2014)             |
| Portugal      | 0                                             | 1 (2001)                                | 1 (2013)                          |
| Suécia        | 0                                             | 1 (1994)                                | 0                                 |
| Inglaterra    | 0                                             | 0                                       | 4 (1997, 2006, 2019 e 2020)       |
| Croácia       | 0                                             | 0                                       | 2 (1998 e 2018)                   |
| Noruega       | 0                                             | 0                                       | 1 (1993)                          |